# Jaulnes
Jaulnes ist eine französische Gemeinde mit 346 Einwohnern (Stand 1. Januar 2022) im Département Seine-et-Marne in der Region Île-de-France. Sie gehört zum Arrondissement Provins und zum Kanton Provins.
Die Einwohner werden Jaulnois genannt.

## Geschichte
Der Ort Jaulnes liegt an einer Römerstraße von Lyon nach Boulogne-sur-Mer und ist für das 8. Jahrhundert erstmals urkundlich bezeugt.

### Bevölkerungsentwicklung
| Jahr      | 1962 | 1968 | 1975 | 1982 | 1990 | 1999 | 2007 | 2018 |
| Einwohner | 258  | 231  | 220  | 248  | 289  | 319  | 333  | 353  |

## Sehenswürdigkeiten
- Kirche Saint-Pierre-Saint-Lié aus dem 13. Jahrhundert, um 1875 umgebaut

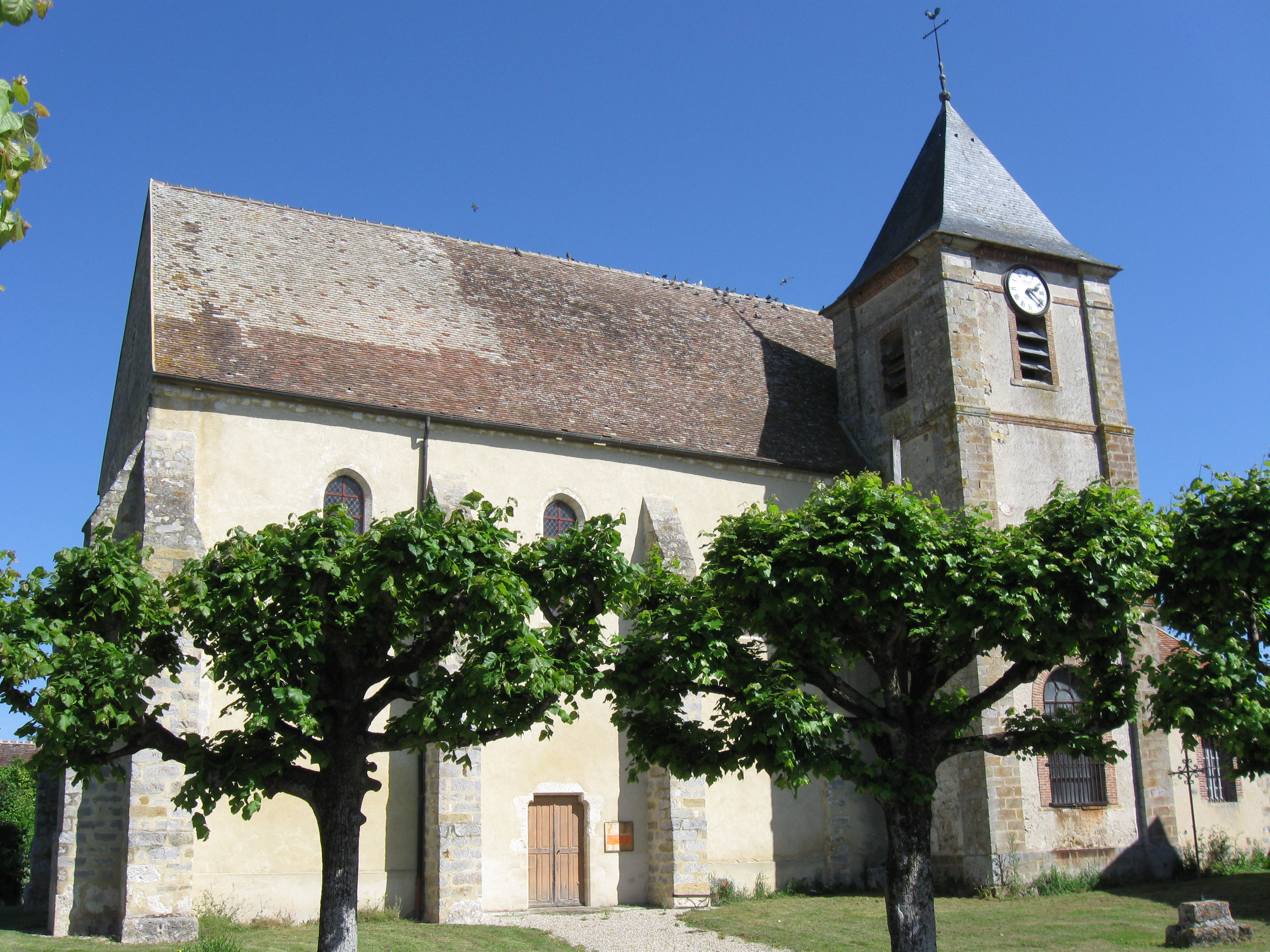
Kirche Saint-Pierre-Saint-Lié